# Kasteel van Oria
Het Kasteel van Oria (13e eeuw) of Zwabisch Kasteel is gelegen in de Zuid-Italiaanse stad Oria, in de regio Apulië. Het kasteel maakt deel uit van de middeleeuwse stad. Het is een Normandisch-Zwabisch kasteel waarbij de grootste bouwheer keizer Frederik II van Hohenstaufen uit Zwaben was.

## Historiek

### Byzantijns fort
Oorspronkelijk stond op deze stadsheuvel een Byzantijns fort. Het fort maakte deel uit van een verdedigingsgordel in de Zuid-Italiaanse bezittingen der Byzantijnen vanaf de 6e eeuw. Het Byzantijnse Rijk diende zich te verdedigen tegen de Longobarden in Zuid-Italië (7e eeuw). In de 9e eeuw vluchtten de inwoners van het nabij gelegen Brindisi naar Oria. Brindisi was verwoest door Arabische troepen uit het emiraat Sicilië, bestuurd door de dynastie der Kalbiden, een sjiitische dynastie. Volgens de Joodse kroniekschrijver Ahimaaz ben Paltiel (12e eeuw) konden de Arabieren in 863 Aria niet innemen. In 924 en 977 waren de krijgskansen gekeerd: Oria viel in Arabische handen en de Byzantijnen werden tijdelijk verdreven.

### Normandisch fort
In de loop van de 11e eeuw rukten de Normandiërs op in Zuid-Italië. In de zomer van 1055 installeerde Humfried van Hauteville, de Normandische graaf van Apulië, zich in het fort. Hij en zijn opvolgers in Oria bouwden de eerste vestingmuur op de heuvel. Het fort werd uitgebouwd en zo kwam er een vierkanten toren, de eerste toren. Zodoende verzekerde het fort van Oria een controle over de omgeving van Oria, wat meer was dan een versterkte stad.

### Zwabisch Kasteel
De uitbouw van het Kasteel van Oria vond plaats tijdens het bestuur van de Hohenstaufen in Zuid-Italië en Sicilië. De grootste bouwheer was keizer Frederik II (eerste helft 13e eeuw). Hij liet een donjon bouwen, genoemd del Maschio of ook del Becco, gericht op het noorden. Er kwam een centrale wapenplaats waar tot 5.000 soldaten konden post vatten. Op de uithoeken verrezen er wachttorens. Al deze torens alsook de pakhuizen, barakken en andere bijgebouwen geven het kasteel zijn huidig uitzicht. Om deze reden wordt het Kasteel van Oria ook het Zwabisch Kasteel genoemd, want de Hohenstaufen waren afkomstig uit Zwaben. Het Kasteel van Oria stond onder rechtstreeks keizerlijk gezag, aangezien Frederik II niet toestond dat zulke vestigingen in handen kwamen van leenmannen. Vanuit het kasteel werd de veiligheid verzekerd over de nabijgelegen Via Appia, strategisch gelegen in Zuid-Italië. De Via Appia was ooit de verbindingsweg tussen Tarente en Brindisi (en Rome). Yolande van Brienne, de tweede echtgenote van Frederik II, verbleef er met haar hofhouding.
Met de komst van het huis Anjou kwamen er hoge cilindrische torens: de twee aan de zuidkant werden del Salto en del Cavaliere genoemd en deze aan de noordkant del Sperone. 
Nadien kwam het Kasteel van Oria in handen van het regerende huis Aragon. Het kasteel was de ontvangstruimte voor vorstelijke gasten die op reis waren door Zuid-Italië. Bouwwerken werden hervat om het kasteel uit te rusten met kanonnen; sommige muren en terrassen werden hiervoor gesloopt. In 1481 stond het kasteel centraal in de oorlog die Alfons II van Aragon voerde tegen de Ottomanen. De Ottomaanse aanval op Otranto (1480) had immers geleid tot de bezetting van de streek. Alfons II verjoeg hen en deed dit vanuit het kasteel van Oria.
Het kasteel kwam in handen van adellijke families die er residentie hielden. Zo waren er achtereenvolgens de families Orsini del Balzo, Bonifacio, Borromeo en Imperiali. De familie Imperiali resideerde in het kasteel tot het Frans bestuur (1806-1815) in het koninkrijk Napels. Nadien kwam het kasteel in handen van het koninkrijk Italië. Op 21 september 1897 verwoestte een orkaan delen van het kasteel. 
In 1933 kocht graaf Martini Carissimo het kasteel; in ruil verwierf de stad zijn stadspaleis om er het gemeentehuis in te vestigen. De familie Carissimo deed enige herstellingswerken. Het Kasteel van Oria bevat nog steeds kunstwerken die teruggaan tot de tijd van graaf Carissimo. Het gaat om beelden, edelstenen, keramiek en opgegraven stukken uit de Romeinse Tijd.
De firma Borgo Ducale werd in 2007 eigenaar van het kasteel van Oria.

## Verhalen in en rond het Kasteel van Oria
- Bianca Guiscardi vluchtte in de jaren 1400 voor opdringerige edelen. Zij verschanste zich in het kasteel.[5]
- Alfonso II liet na zijn overwinning op de Ottomanen zetels maken voor het kasteel. De zetels waren overtrokken met menselijke huid.
- Het rokerige Oria. Door de dampen uit naburige moerassen en uit de schoorstenen van het kasteel leek het kasteel verborgen voor indringers, en dus goed beschermd.